# عبد العزيز العلي
عبد العزيز العلي ، من مواليد 14 مارس 1984 ، لاعب كرة قدم كويتي. يلعب مع نادي السالمية.